# Queratoacantoma
El queratoacantoma és un tumor comú de grau baix (poc probable metàstasi o invasió) de la pell, que es creu que s'origina al coll del fol·licle pilós. Molts patòlegs consideren que és una forma de carcinoma de cèl·lules escatoses. El patòleg sovint les etiquetes queratoacantoma com "carcinoma ben diferenciat de cèl·lules escatoses, variant de queratoacantoma", a causa del fet que al voltant del 6% dels queratoacantomes es manifesten com a carcinoma de cèl·lules escatoses, quan no es tracten. El queratoacantoma es troba comunament en la pell exposada al sol, i sovint es veu a la cara, els avantbraços i les mans. La característica definitòria de queratoacantoma és la seva forma de cúpula, simètrica, envoltada per una paret llisa de la pell inflamada, i cobert amb escates de queratina. Sempre creix ràpidament, aconseguint un gran grandària en qüestió de dies o setmanes, i si no rep tractament es necrosa (mor, per isquèmia), i cura amb cicatriu.
Mentre que alguns patòlegs classifiquen el queratoacantoma com un tumor diferenciat i no maligne, hi han suficient dades clíniques i histològiques per fer pensar que pot progressar a càncer invasiu de cèl·lules escatoses, per tant, és necessari el tractament ràpid i decidit. En realitat, les característiques que defineixen un queratoacantoma no es poden trobar quan només un petit fragment d'un gran queratoacantoma se sotmet a la revisió patològica. Si sols es presenten les restes de queratina, no es pot fer el diagnòstic. Si es realitza un nucli profund o una falca profunda perifèrics, es pot valorar com a carcinoma de cèl·lules escatoses. Només quan gairebé es presenta tot el tumor, es pot fer un veritable diagnòstic d'un queratoacantoma. Això complica encara més la distinció entre el diagnòstic clínic d'un queratoacantoma i el diagnòstic patològic d'un queratoacantoma vs càncer de cèl·lules escatoses.